# Iraq Body Count

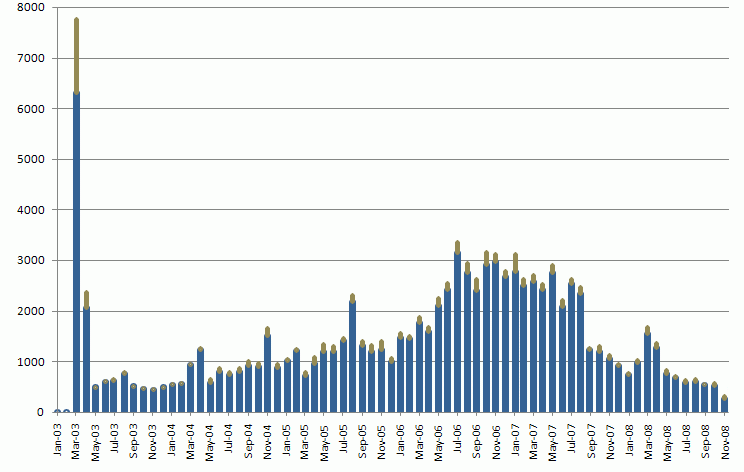
Graphique des pertes mensuelles, compilé à partir de la base de données de iraqbodycount.org. Les barres bleues représentent le minimum, les barres tan le maximum cou

Iraq Body Count (IBC) est un projet recensant les morts civiles dues à la guerre d'Irak. Il entretient une base de données où figurent toutes les morts rapportées par au moins deux sources journalistiques.
Cette méthode tend à sous-estimer les morts civiles, ce qui a provoqué des critiques envers le projet, qui reste la source la plus citée sur le décompte des victimes.